# وایت وستینگهاوس
وایت وستینگهاوس (انگلیسی: White-Westinghouse) یک مارک لوازم خانگی آمریکایی است که در حال حاضر تحت مجوز مالک خود با مارک تجاری شرکت الکتریکی وستینگهاوس تولید می‌شود. این مارک در سال ۱۹۷۵ ایجاد شد.